# Katari labdarúgó-szövetség
Katari labdarúgó-szövetség (hivatalos neve: Ittihád al-Katari li-Kurat al-Kadam)

## Történelme
Az 1940-es évek közepétől, a nemzetközi olajvállalatok megjelenésével kezdődött a labdarúgás fejlődése. A szövetség működteti a nemzeti bajnokságot, a nemzeti kupát, a korosztályos válogatottak munkáját.